# Roland Dallet
Pour les articles homonymes, voir Dallet (homonymie).
 (décembre 2017).
Si vous disposez d'ouvrages ou d'articles de référence ou si vous connaissez des sites web de qualité traitant du thème abordé ici, merci de compléter l'article en donnant les références utiles à sa vérifiabilité et en les liant à la section « Notes et références ».
Roland Dallet, né à Châteauroux le 24 octobre 1900 et mort à Langres le 30 juillet 1968, est une personnalité du Parti communiste français. En 1924, il devient membre du Comité directeur du Parti communiste (PC) et demeure dans l'instance de direction du parti, devenue le Comité central, jusqu'en 1929.

## Biographie
Né en 1905, il est légitimé par le mariage de sa mère, née vers 1878, avec Louis Dallet. En 1913, la famille déménage à Paris. Deux ans plus tard, il entre à l'usine de Dion-Bouton, à Puteaux. En 1917, il se décrit plus tard comme étant « patriote jusqu'à la moelle des os » ; à la fin de l'année, il est embauché comme fraiseur à l'Arsenal de Puteaux. En 1919, après six mois de prison, il est libéré et, en 1920, il adhère au Parti communiste. En 1923, il est classé service auxiliaire par l'armée et réside alors à Suresnes. L'année suivante, le congrès de Lyon du Parti communiste l'élit membre titulaire du Comité directeur, où il s'occupe de la commission du personnel et des salaires, tout en suivant les cours de l'École léniniste de Bobigny. En 1925, il est nommé secrétaire administratif du bureau d'organisation du Parti communiste. En 1926, la municipalité d'Ivry-sur-Seine le recrute comme peintre communal, et en octobre, le Bureau politique du Parti l'envoie à Moscou. Au congrès de Lille, il est réélu au Comité central, anciennement appelé Comité directeur. En 1927, il s'installe à Clichy et se marie à la fin de l'année, tout en participant à la réorganisation communiste dans le Nord. En 1928, devant la conférence d'organisation du Parti, il affirme que le parti existe réellement uniquement en région parisienne, dans le Nord, la région lyonnaise et l'Alsace-Lorraine. En juin de la même année, lors d'une réunion du Bureau politique, F. Billoux s'oppose à son envoi avec une délégation à Moscou. En 1929, lors du congrès de Saint-Denis, il est écarté du Comité central ; la police le désigne comme secrétaire du 11e Rayon communiste de la région parisienne, puis secrétaire du 7e Rayon. En mars, il est arrêté, et à la fin de l'année, il est de nouveau interpellé pour entrave à la liberté du travail. En 1930, il est secrétaire de la cellule de la rue de Puteaux. Des années plus tard, en 1952, il crée à Ivry une coopérative ouvrière de construction intercommunale, mais il semble avoir quitté le Parti communiste à partir de 1956.